# Rosalind Scott, Baroness Scott of Needham Market

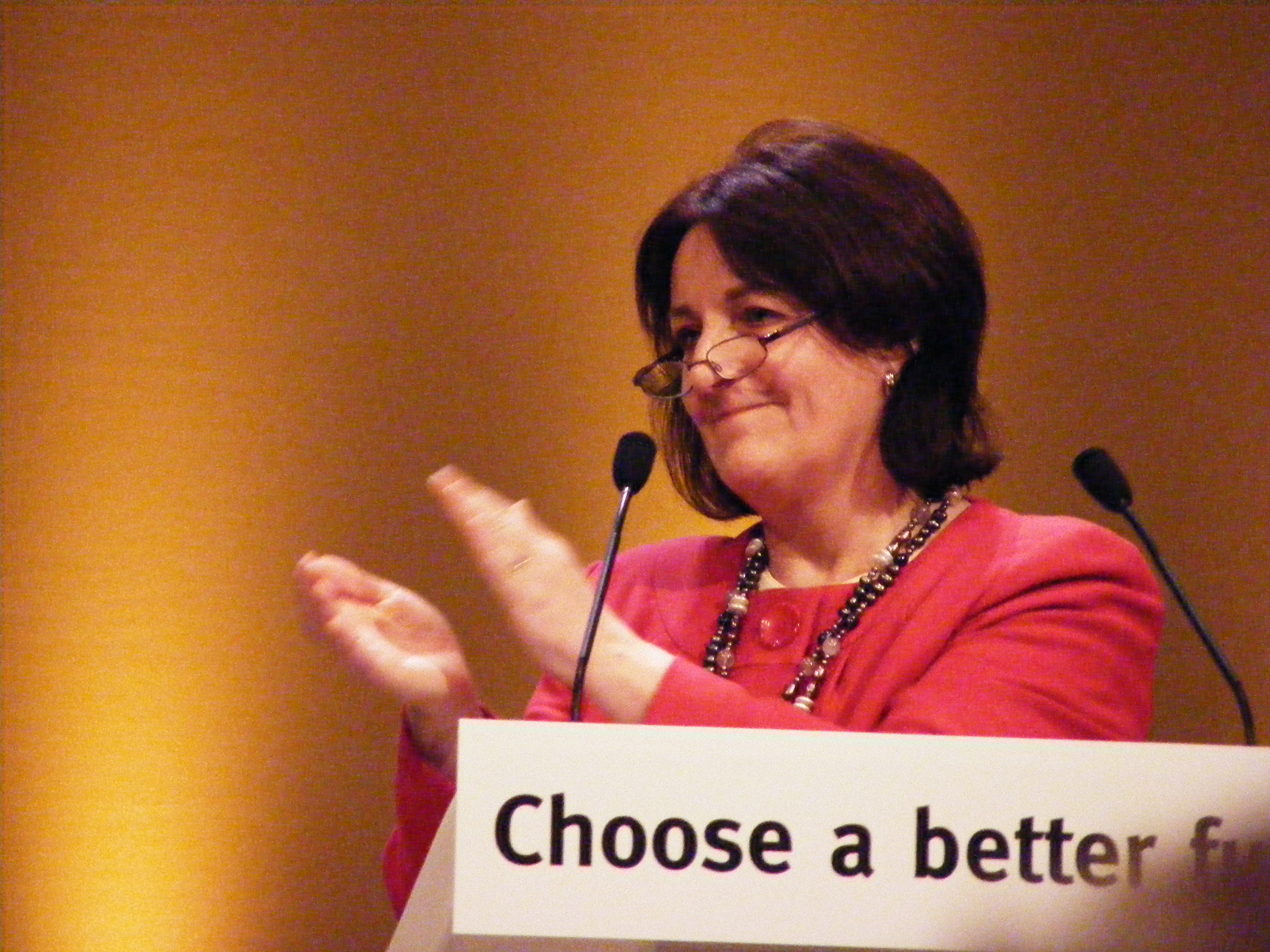
Rosalind Scott, Baroness Scott of Needham Market, März 2009

Rosalind Carol Scott, Baroness Scott of Needham Market (* 10. August 1957 in Bath, Somerset, England) ist eine britische Politikerin der Liberal Democrats.

## Leben
Rosalind Scott wurde als Tochter von Kenneth Vincent Leadbeater und dessen Ehefrau Carol Leadbeater geboren. Ihr Vater, ein Soldat der Royal Air Force, war häufig im Auslandseinsatz; einen Großteil ihrer Kindheit verbrachte Scott daher außerhalb Großbritanniens, unter anderem auf Zypern und in Singapur. Sie besuchte die Whitby Grammar School und die Kent School. Sie studierte an der University of East Anglia, wo sie 1999 mit einem Bachelor of Arts (BA) in den Fächern „European Studies“ und Deutsch abschloss.
Sie war in der Grafschaft Suffolk im Rahmen der Kommunalen Selbstverwaltung als Ratsmitglied (Councillor) sowohl auf Bezirksebene (District), als auch auf der Grafschaftsebene (County) tätig. Sie war Councillor des Mid Suffolk District Council (1991–1994) und Councillor des Suffolk County Council (1993–2005); dort war sie auch Fraktionsvorsitzende (Group Leader) ihrer Partei. Bei der Local Government Association (LGA), der Bezirksregierung, war sie zunächst (1996–1997) stellvertretende Vorsitzende des Verkehrsausschusses (Transport Committee), später Ausschuss-Vorsitzende des Verkehrsausschusses (2002–2004).
Sie vertrat Großbritannien und die Grafschaft Suffolk in mehreren internationalen Gremien, so bei der North Sea Commission (1997–2005), beim Rat der Gemeinden und Regionen Europas (1997–2003), beim Kongress der Gemeinden und Regionen des Europarates (1997–2003) und beim Ausschuss der Regionen der Europäischen Union (1998–2002). Sie ist außerdem Mitglied der Interparlamentarischen Union (seit 2000) und der Commonwealth Parliamentary Association (seit 2000).
Sie war Mitglied (Member) der Commission for Integrated Transport (2001–2007), einer Denkfabrik, und von 2000 bis 2007 Non-Executive-Direktorin von Entrust plc, der Deponiesteuer-Regulierungsbehörde. Sie war weiters Non-Exectuive-Direktorin von Anglia TV (2002–2005) und ist seit 2004 Non-Executive-Direktorin des Lloyd’s Register of Shipping.
Sie ist Ehrenpräsidentin (Honourable President) des East Coast Sailing Trust. Sie ist außerdem Schirmherrin (Patron) des Pickerel Environment Project, des Pakenham Water Mill Trust und des Wings of Hope Charity Appeal.

## Vorsitzende der Liberal Dimocrats
Am 8. November 2008 wurde bekanntgegeben, dass Scott eine interne Abstimmung der Parteimitgliedern um den Vorsitz der Liberal Democrats gewonnen hatte, wobei sie sich gegen Lembit Öpik durchsetzte. Am 1. Januar 2009 trat sie ihr Amt als Vorsitzende der Liberal Democrats an. Ende 2010 gab sie den Vorsitz auf; ihr Nachfolger wurde 2011 Tim Farron.

## Mitgliedschaft im House of Lords
Am 11. Mai 2000 wurde Scott zum Life Peer ernannt. Sie trägt den Titel Baroness Scott of Needham Market, of Needham Market in the County of Suffolk. Im House of Lords sitzt sie für die Liberal Democrats.
Am 5. Juni 2000 hielt sie ihre Antrittsrede.
Im House of Lords war sie für die Liberal Democrats in unterschiedlichen Parteiämtern und Funktionen tätig. Sie war Whip der Liberal Democrats (2001–2002), Stellvertretende Parlamentarische Geschäftsführerin der Liberal Democrats (Deputy Chief Whip) (2002), von 2001 is 2002 Sprecherin für die Bereiche Verkehr, Kommunalverwaltung und Regionen (Spokesperson for: Transport, Local Government and the Regions) und von 2002 bis 2004 für den Bereich Verkehr. Von 2004 bis 2009 gehört sie zum Stab des Stellvertretenden Premierministers (Office of the Deputy Prime Minister/Communities and Local Government). Seit 2010 gehört sie für die Liberal Democrats der House of Lords Appointments Commission an.
Zu den besonderen politischen Interessengebieten Scotts gehört die Verkehrspolitik. Ihr besonderes Interesse gilt den Ländern des Commonwealth, Indien und den USA.

## Privates
Scott war zweimal verheiratet; ihre erste Ehe wurde später wieder geschieden. Aus dieser ersten Ehe stammen zwei Kinder, ein Sohn (Jamie) und eine Tochter (Sally). In zweiter Ehe heiratete Scott am 22. April 2008 ihren Parteikollegen Mark Valladares.
Zu ihren Hobbys zählt Scott Spazierengehen und Chorgesang.